# 馬納西亞鄉
44°42′N 26°40′E / 44.700°N 26.667°E
馬納西亞鄉（羅馬尼亞語：Manasia, Ialomița），是羅馬尼亞的鄉份，位於該國南部，由雅洛米察縣負責管轄，面積35平方公里，海拔高度51米，2007年人口4,719，人口密度每平方公里136人。